# Adriaen van Utrecht

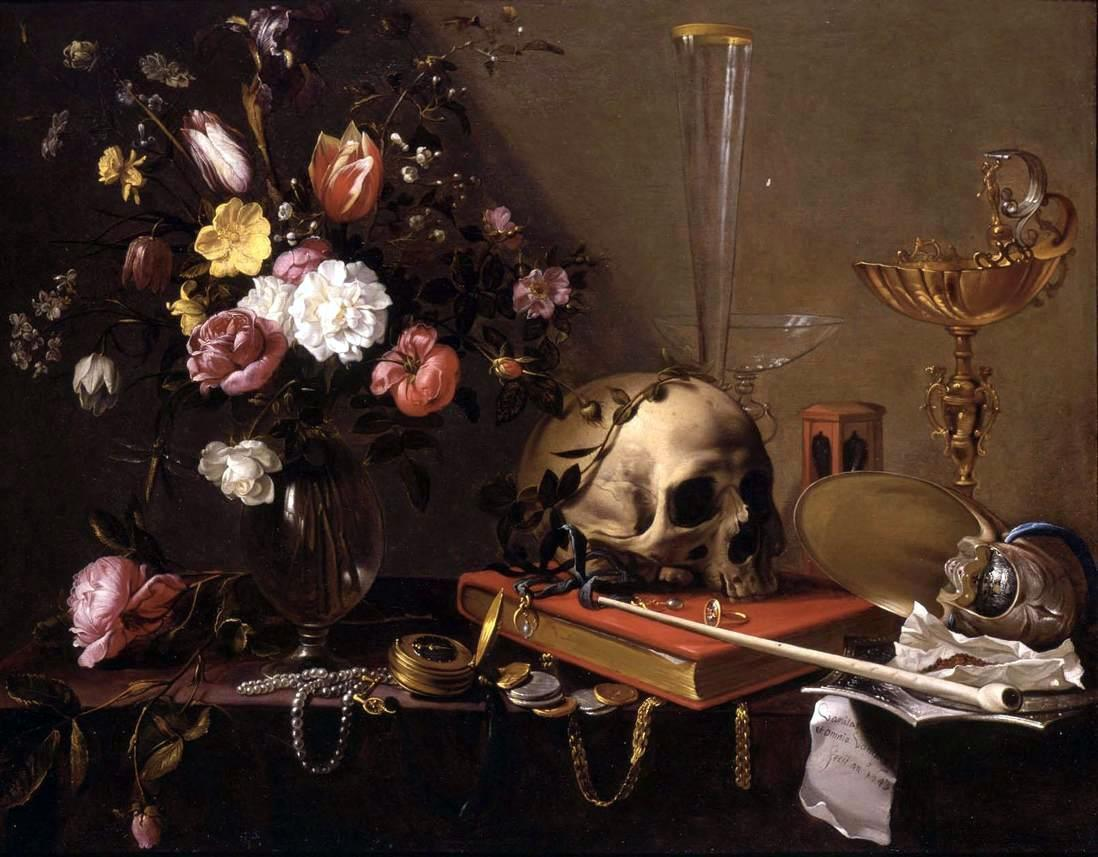
Vanitas: Martwa natura z bukietem i czaszką, ok. 1642

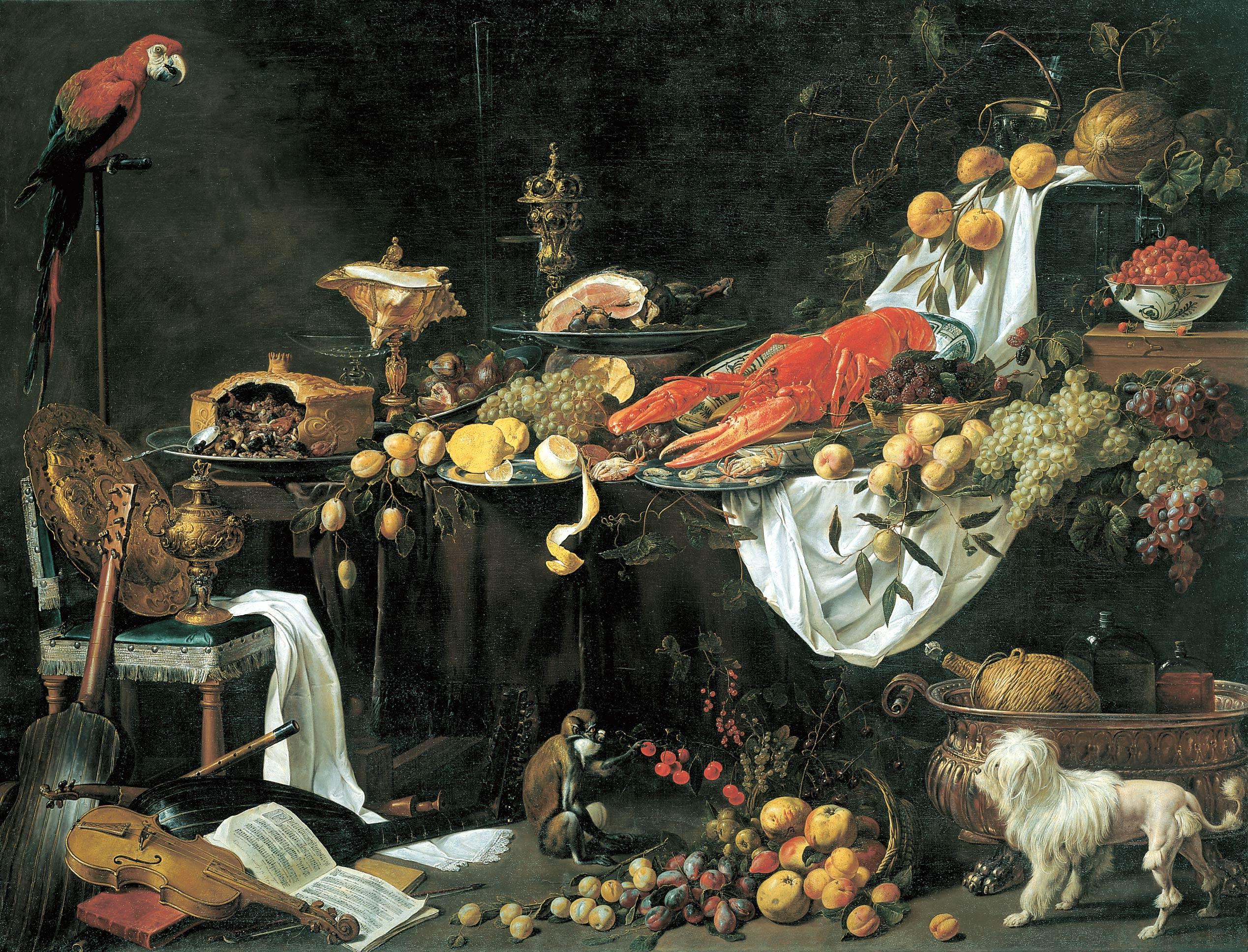
Martwa natura, 1644

Adriaen van Utrecht (ur. 12 stycznia 1599 w Antwerpii, zm. 1652 tamże) – flamandzki malarz barokowy, znany głównie z martwych natur.

## Życiorys
W 1614 został praktykantem w pracowni Hermana de Neyta w Antwerpii, początkowo malował pod wpływem Fransa Snydersa i jego ucznia Jana Fyta. Po odbyciu praktyki artysta udał się w wieloletnią podróż do Niemiec, Francji i Włoch, gdzie znalazł się pod wpływem włoskich malarzy barokowych i opanował posługiwanie się światłocieniem. Do Antwerpii powrócił w 1625 i jako mistrz (wijnmeester) wstąpił do gildii św. Łukasza; prowadził samodzielną pracownię i miał co najmniej siedmiu uczniów. W 1628 ożenił się z Constantią córką malarza Willema van Nieuwlandta. Był szwagrem Simona de Vosa, który poślubił jego siostrę.
Adriaen van Utrecht malował przede wszystkim martwe natury o zróżnicowanej tematyce. Przedstawiał owoce, warzywa, girlandy, trofea myśliwskie, sceny z targowisk i spiżarni, poruszał także motywy wanitatywne. Artysta zdobył znaczne uznanie, jego prace dotarły na dwór króla Hiszpanii Filipa IV Habsburga. Często współpracował z innymi malarzami wykonując motywy dekoracyjne na ich pracach, jego zleceniodawcami byli m.in. Jacob Jordaens, Erasmus Quellinus II, Theodoor Rombouts, Theodoor van Thulden, Jan van den Hoecke i David Teniers II.
Liczne prace artysty są eksponowane w największych muzeach i galeriach europejskich i amerykańskich, m.in. w Prado w Madrycie, Rijksmuseum w Amsterdamie, Ermitażu w Sankt Petersburgu, Muzeum w Luwrze i J. Paul Getty Museum w Los Angeles.